# Peperomia duartei
Peperomia duartei är en pepparväxtart som beskrevs av Truman George Yuncker. Peperomia duartei ingår i släktet peperomior, och familjen pepparväxter. Inga underarter finns listade i Catalogue of Life.